# 이다 인형극 축제
이다 인형극 축제(일본어: いいだ人形劇フェスタ 이다 닌교게키 페스타[*])는 이다시에서 8월에 열리는 인형극축제로, 1979년에 인형극 카니발 이다라는 이름으로 처음 시작했다. 이 축제는 1998년 20회 공연에서 막을 내렸으나, 지역민을 중심으로 행사가 이어졌으면 하는 흐름이 일어나 현재의 이름으로 바뀌어 계속 이어지고 있다.